# ترانه‌شناسی بیژن مرتضوی
بیژن مرتضوی (زاده ۲۵ آبان ۱۳۳۶) نوازنده و خواننده ‌و‌ موسیقی‌دان اهل ایران است.

## آلبوم‌ها

### جادوی بیژن/ بیژن ۱ (۱۳۶۹)
| نام ترانه         | ترانه‌سرا          | آهنگساز          | تنظیم       |
| ----------------- | ----------------- | ---------------- | ----------- |
| عاشقی چیه         | هما میرافشار      | بیژن مرتضوی      | بیژن مرتضوی |
| رقص آتش (بی‌کلام)  | رقص آتش (بی‌کلام)  | بیژن مرتضوی      | بیژن مرتضوی |
| رنگ اردو (بی‌کلام) | رنگ اردو (بی‌کلام) | بیژن مرتضوی      | بیژن مرتضوی |
| به من نخند        | سعید دبیری        | صدرالدین مهوان   | کاظم عالمی  |
| بهونه گیر         | لیلا کسری         | بیژن مرتضوی      | کاظم عالمی  |
| اینجوری نگام نکن  | مریم جلالی        | بیژن مرتضوی      | بیژن مرتضوی |
| شیراز (بی‌کلام)    | شیراز (بی‌کلام)    | بیژن مرتضوی      | بیژن مرتضوی |
| مجنون (بی‌کلام)    | مجنون (بی‌کلام)    | انوشیروان روحانی | بیژن مرتضوی |

### خدای مستون/ بیژن ۲ (۱۳۷۱)
| نام ترانه         | ترانه‌سرا          | آهنگساز            | تنظیم                         |
| ----------------- | ----------------- | ------------------ | ----------------------------- |
| قبله              | همایون هوشیارنژاد | بیژن مرتضوی        | بیژن مرتضوی                   |
| حماسه (بی‌کلام)    | حماسه (بی‌کلام)    | بیژن مرتضوی        | کاظم عالمی و بیژن مرتضوی      |
| همراز             | هدی               | حسن شماعی‌زاده      | بیژن مرتضوی                   |
| برگ خزان (بی‌کلام) | برگ خزان (بی‌کلام) | پرویز یاحقی        | بیژن مرتضوی                   |
| خدای مستون        | بیژن سمندر        | صادق نوجوکی        | صادق نوجوکی                   |
| وداع              | هما میرافشار      | محمد مقدم          | بیژن مرتضوی                   |
| عشوه (بی‌کلام)     | عشوه (بی‌کلام)     | بیژن مرتضوی        | بیژن مرتضوی                   |
| منتظر             | علی شیبانی        | بیژن مرتضوی        | مهداد زند کریمی و بیژن مرتضوی |
| نسیم (بی‌کلام)     | نسیم (بی‌کلام)     | سورن و بیژن مرتضوی | بیژن مرتضوی                   |
| دنیای من          | یلدا              | بیژن مرتضوی        | فرخ آهی                       |

### بیژن ٣/ بی کلام (١٣٧٣)
| نام ترانه          | آهنگساز     | تنظیم       |
| ------------------ | ----------- | ----------- |
| آرامش قبل از طوفان | بیژن مرتضوی | بیژن مرتضوی |
| نغمه               | بیژن مرتضوی | بیژن مرتضوی |
| زوربا              | بیژن مرتضوی | بیژن مرتضوی |
| طوفان              | بیژن مرتضوی | بیژن مرتضوی |
| طنین شرق           | بیژن مرتضوی | بیژن مرتضوی |
| سبزه‌زار            | بیژن مرتضوی | بیژن مرتضوی |
| والتز هستی         | بیژن مرتضوی | بیژن مرتضوی |

### خواب و بیداری/ بیژن ٣ (۱۳٧٣)
| نام ترانه     | ترانه‌سرا           | آهنگساز                   | تنظیم         |
| ------------- | ------------------ | ------------------------- | ------------- |
| خواب و بیداری | همایون هوشیارنژاد  | حسن شماعی‌زاده             | منوچهر چشم‌آذر |
| زندگی         | همایون هوشیارنژاد  | بیژن مرتضوی               | بیژن مرتضوی   |
| هستی          | ایرج رزمجو و فرهاد | پرویز مقصدی و بیژن مرتضوی | بیژن مرتضوی   |
| هوای عشق      | مسعود فردمنش       | صادق نوجوکی               | صادق نوجوکی   |
| سفر کرده      | بیژن سمندر         | آندرانیک                  | بیژن مرتضوی   |
| کوه نور       | هما میرافشار       | حسن شماعی‌زاده             | دیوید بتسامو  |
| نیایش         | همایون هوشیارنژاد  | رضا ناروند                | بیژن مرتضوی   |

### بیژن در کنسرت گریک تئاتر (١٣٧۴)
| نام ترانه          | ترانه‌سرا | آهنگساز | تنظیم |
| ------------------ | -------- | ------- | ----- |
| آرامش قبل از طوفان |          |         |       |
| طوفان              |          |         |       |
| زندگی              |          |         |       |
| اینجوری نگام نکن   |          |         |       |
| شیراز              |          |         |       |
| مجنون              |          |         |       |
| سفر کرده           |          |         |       |
| خیر مقدم           |          |         |       |
| توی دنیا (هستی)    |          |         |       |
| سبزه‌زار            |          |         |       |
| نسیم               |          |         |       |
| زربا               |          |         |       |
| عاشقی چیه          |          |         |       |
| رقص آتش            |          |         |       |
| خداحافظی           |          |         |       |

### آتش روی یخ (بی کلام) (١٣٧۶)
| نام ترانه         | آهنگساز                    | تنظیم                      |
| ----------------- | -------------------------- | -------------------------- |
| آتش روی یخ        | بیژن مرتضوی                | بیژن مرتضوی                |
| هارمونی شرق و غرب | جمشید شیبانی و بیژن مرتضوی | بیژن مرتضوی و فرهاد بهروزی |
| بوسه زمستانی      | بیژن مرتضوی                | دیوید بتسامو               |
| امواج             | بیژن مرتضوی                | بیژن مرتضوی                |
| گلزار             | بیژن مرتضوی                | بیژن مرتضوی                |
| معرفت عشق         | صادق نوجوکی                | صادق نوجوکی                |
| نسیم اقیانوس      | بیژن مرتضوی                | بیژن مرتضوی                |

### آتش روی یخ (۱۳۷۶)
| نام ترانه  | ترانه‌سرا                  | آهنگساز     | تنظیم                 |
| ---------- | ------------------------- | ----------- | --------------------- |
| شکایت      | تندیس و همایون هوشیارنژاد | بیژن مرتضوی | بیژن مرتضوی           |
| دلدادگی    | همایون هوشیارنژاد         | بیژن مرتضوی | بیژن مرتضوی           |
| دایره وجود | تندیس                     | بیژن مرتضوی | عبدی یمینی            |
| کشف آتش    | مینا جلالی                | صادق نوجوکی | صادق نوجوکی           |
| عشق و تنفر | تندیس                     | آندرانیک    | آندرانیک              |
| نسیم عاشق  | اردلان سرفراز             | فرید زلاند  | فرید زلاند/جف صادکیان |
| معرفت عشق  | تندیس                     | صادق نوجوکی | صادق نوجوکی           |
| یار نازی   | مهدی اخوان ثالث           | صادق نوجوکی | بیژن مرتضوی           |

### بوی خوش عشق (۱۳۷۸)
| نام ترانه            | ترانه‌سرا             | آهنگساز       | تنظیم         |
| -------------------- | -------------------- | ------------- | ------------- |
| چشمای تو             | اردلان سرفراز        | فرید زلاند    | تیگران ساکیان |
| باور نداری           | تندیس                | فرید زلاند    | بیژن مرتضوی   |
| طلوع خورشید (بی‌کلام) | طلوع خورشید (بی‌کلام) | بیژن مرتضوی   | بیژن مرتضوی   |
| بستر رؤیا            | مهین آبادانی         | پرویز قدرخانی | آندرانیک      |
| بوی خوش عشق          | تندیس                | فرید زلاند    | تیگران ساکیان |
| شکایت (بی‌کلام)       | شکایت (بی‌کلام)       | فرید زلاند    | بیژن مرتضوی   |
| سزاوار               | تندیس                | بیژن مرتضوی   | بیژن مرتضوی   |
| میخونه (بی‌کلام)      | میخونه (بی‌کلام)      | فرید زلاند    | بیژن مرتضوی   |
| مرهم (بی‌کلام)        | مرهم (بی‌کلام)        | فرید زلاند    | بیژن مرتضوی   |

### آواز خاموش (۱۳۷۹)
| نام ترانه  | ترانه‌سرا          | آهنگساز     | تنظیم                      |
| ---------- | ----------------- | ----------- | -------------------------- |
| آواز خاموش | ایرج جنتی عطایی   | فرید زلاند  | بیژن مرتضوی                |
| نصف خواب   | شهیار قنبری       | فرید زلاند  | شهرام آذر                  |
| نمی‌بازم    | همایون هوشیارنژاد | بیژن مرتضوی | بیژن مرتضوی و فرهاد بهروزی |
| چشم انتظار | بابا طاهر         | جلیل زلاند  | آندرانیک                   |
| فریاد      | تندیس             | بیژن مرتضوی | بیژن مرتضوی                |
| گم         | ایرج جنتی عطایی   | فرید زلاند  | آندرانیک                   |
| فقط یار    | سینا بیات         | سینا بیات   | بیژن مرتضوی                |

### یه قطره دریا (۱۳۸۲)
| نام ترانه           | ترانه‌سرا            | آهنگساز     | تنظیم                     |
| ------------------- | ------------------- | ----------- | ------------------------- |
| یه قطره دریا        | ایرج جنتی عطایی     | بیژن مرتضوی | بیژن مرتضوی و رامین زمانی |
| لوند                | ایرج جنتی عطایی     | بیژن مرتضوی | بیژن مرتضوی               |
| رنگین کمان (بی‌کلام) | رنگین کمان (بی‌کلام) | بیژن مرتضوی | بیژن مرتضوی               |
| ستاره               | ایرج جنتی عطایی     | بیژن مرتضوی | بیژن مرتضوی               |
| روناک (بی‌کلام)      | روناک (بی‌کلام)      | کردی        | بیژن مرتضوی               |
| گریه کنم یا نکنم    | ایرج جنتی عطایی     | بیژن مرتضوی | بیژن مرتضوی               |
| ساری گلین (بی‌کلام)  | ساری گلین (بی‌کلام)  | ارمنی       | بیژن مرتضوی               |

### به من چه (۱۳۸۵)
| نام ترانه                                    | ترانه‌سرا        | آهنگساز     | تنظیم           |
| -------------------------------------------- | --------------- | ----------- | --------------- |
| گیتار و دف                                   | ایرج جنتی عطایی | بیژن مرتضوی | بیژن مرتضوی     |
| به من چه                                     | ایرج جنتی عطایی | بیژن مرتضوی | بیژن مرتضوی     |
| سراب (بی‌کلام)                                | سراب (بی‌کلام)   | بیژن مرتضوی | بیژن مرتضوی     |
| ای ماه ببین                                  | ایرج جنتی عطایی | بیژن مرتضوی | بیژن مرتضوی     |
| ما رو دست کم نگیر                            | ایرج جنتی عطایی | بیژن مرتضوی | بیژن مرتضوی     |
| ارکیده و داس (دکلمه با صدای ایرج جنتی عطایی) | ایرج جنتی عطایی | بیژن مرتضوی | بیژن مرتضوی     |
| کاش می‌شد                                     | ایرج جنتی عطایی | بیژن مرتضوی | واهان اسکندریان |
| بغض (بی‌کلام)                                 | بغض (بی‌کلام)    | بیژن مرتضوی | بیژن مرتضوی     |
| سوزاله (بی‌کلام)                              | سوزاله (بی‌کلام) | کردی        | بیژن مرتضوی     |

### موسیقی و من (۱۳۸۹)
| نام ترانه           | ترانه‌سرا            | آهنگساز       | تنظیم       |
| ------------------- | ------------------- | ------------- | ----------- |
| عکس تو              | ایرج جنتی عطایی     | بیژن مرتضوی   | بیژن مرتضوی |
| دعوت                | روزبه بمانی         | علیرضا افکاری | بیژن مرتضوی |
| تبدیل (بی‌کلام)      | تبدیل (بی‌کلام)      | بیژن مرتضوی   | بیژن مرتضوی |
| دروگا (بی‌کلام)      | دروگا (بی‌کلام)      | بیژن مرتضوی   | بیژن مرتضوی |
| موسیقی و من         | ایرج جنتی عطایی     | بیژن مرتضوی   | بیژن مرتضوی |
| رقص پروانه (بی‌کلام) | رقص پروانه (بی‌کلام) | بیژن مرتضوی   | بیژن مرتضوی |
| تندر (بی‌کلام)       | تندر (بی‌کلام)       | بیژن مرتضوی   | بیژن مرتضوی |
| نور و بوسه          | ایرج جنتی عطایی     | بیژن مرتضوی   | بیژن مرتضوی |
| غزال (بی‌کلام)       | غزال (بی‌کلام)       | بیژن مرتضوی   | بیژن مرتضوی |
| ضرر نمی‌کنی بمون     | ایرج جنتی عطایی     | بیژن مرتضوی   | بیژن مرتضوی |
| پدر خوانده (بی‌کلام) | پدر خوانده (بی‌کلام) | نینو ریتا     | بیژن مرتضوی |
| قصه عشق (بی‌کلام)    | قصه عشق (بی‌کلام)    | فرانسیس له    | بیژن مرتضوی |
| من و تویی           | ایرج جنتی عطایی     | بیژن مرتضوی   | بیژن مرتضوی |

### پرواز ققنوس (١۴٠٠)
| نام ترانه | ترانه‌سرا       | آهنگساز        | تنظیم       |
| --------- | -------------- | -------------- | ----------- |
| زاگرس     | ستاره سعیدی    | بیژن مرتضوی    | بیژن مرتضوی |
| کوچه لره  | ستاره سعیدی    | بیژن مرتضوی    | بیژن مرتضوی |
| بیشه      | Harmony Spring | Harmony Spring | بیژن مرتضوی |
| بابا کرم  | استودیو بهار   | بیژن مرتضوی    | بیژن مرتضوی |

### کمپ رپ (ویولن رپ) (١۴٠٢)
| نام ترانه                   | ترانه‌سرا              | آهنگساز        | تنظیم          |
| --------------------------- | --------------------- | -------------- | -------------- |
| ویولن رپ                    | بیژن مرتضوی و تیم قدر | Harmony Spring | Harmony Spring |
| Camp 6.8 Dance (بی کلام)    | بیژن مرتضوی و تیم قدر | مازیار فلاحی   | Harmony Spring |
| Camp Play (بی کلام)         | بیژن مرتضوی           | تیم قدر        | بیژن مرتضوی    |
| Camp Game (بی کلام)         | بیژن مرتضوی           | Harmony Spring | Harmony Spring |
| شهر خالی (با صدای تیم قدر)  | تیم قدر               | مازیار فلاحی   | بیژن مرتضوی    |
| بنویس (با صدای تیم قدر)     | تیم قدر               | تیم قدر        | بیژن مرتضوی    |
| شراب کهنه (با صدای تیم قدر) | بیژن مرتضوی           | مازیار فلاحی   | Harmony Spring |

## تک‌آهنگ‌‌ها
| نام آهنگ                                | ترانه‌سرا                    | آهنگ‌ساز                    | تنظیم                      | سال انتشار | توضیحات                           |
| --------------------------------------- | --------------------------- | -------------------------- | -------------------------- | ---------- | --------------------------------- |
| عکس تو                                  | ایرج جنتی عطایی             | بیژن مرتضوی                | بیژن مرتضوی                | ۱۳۸۸       |                                   |
| موسیقی و من (ریمیکس)                    | ایرج جنتی عطایی             | بیژن مرتضوی                | بیژن مرتضوی                | ١٣٩٠       |                                   |
| عاشق‌ترم کردی                            | حامد سیفی پور               | بیژن مرتضوی و معین شیر پور | بیژن مرتضوی و معین شیر پور | ۱۳۹۱       | نگاهی به پرونده دوران بیژن مرتضوی |
| Never Forget (به همراه دی جی علی گیتور) | بیژن مرتضوی                 | دی جی علی گیتور            | دی جی علی گیتور            | ١٣٩١       |                                   |
| بانوی ستاره‌چین                          | یاشار هاشم‌زاده و حسین موسوی | بیژن مرتضوی و معین شیر پور | بیژن مرتضوی و معین شیر پور | ۱۳۹۲       | نگاهی بر پرونده دوران بیژن مرتضوی |
| مالاگا                                  | امیر شیرازی                 | بیژن مرتضوی                | بیژن مرتضوی                | ١٣٩٣       |                                   |
| عاشق نبودی                              | امیر شیرازی                 | بیژن مرتضوی                | بیژن مرتضوی                | ١٣٩۴       |                                   |
| عزیزم                                   | امیر شیرازی                 | بهادر فرهنگ                | مهرداد احمدزاده            | ۱۳۹۴       |                                   |
| آیریلیق                                 | بیژن مرتضوی                 | علی جهانی                  | بیژن مرتضوی                | ١٣٩۵       | اجرا در اکراین                    |
| کاش                                     | امیر شیرازی                 | بیژن مرتضوی                | بیژن مرتضوی                | ١٣٩۵       |                                   |
| گلایه                                   | امیر شیرازی                 | بیژن مرتضوی                | حامد عزیزی                 | ١٣٩۶       |                                   |
| آخرین پیک                               | امیر شیرازی                 | بیژن مرتضوی                | بیژن مرتضوی                | ١٣٩۶       |                                   |
| هواتو نگیری                             | امیر شیرازی                 | بهادر فرهنگ                | بیژن مرتضوی                | ١٣٩٧       |                                   |
| میچکا                                   | بیژن مرتضوی                 | فرهنگ اسدی                 | بیژن مرتضوی                | ١٣٩٧       |                                   |
| گلم                                     | امیر شیرازی                 | بیژن مرتضوی                | بیژن مرتضوی                | ١٣٩٨       | ترانه ای برای همسرش               |
| تانگو                                   | ستاره سعیدی                 | بیژن مرتضوی                | بیژن مرتضوی                | ١٣٩٨       | به همراه همسرش                    |
| تو معجزه هستی                           | افشین مقدم                  | بیژن مرتضوی                | بیژن مرتضوی                | ١٣٩٩       |                                   |
| لالایی                                  | ایرج جنتی عطایی             | بیژن مرتضوی                | بیژن مرتضوی                | ١۴٠٠       | در خصوص حمایت از جنگ زدگان        |
| رقص پیروزی                              | ایرج جنتی عطایی             | بیژن مرتضوی                | بیژن مرتضوی                | ۱۴۰۱       | در خصوص حمایت از معترضان ١۴٠١     |
| خداحافظ زیبا (بلاچاو)                   |                             | بیژن مرتضوی                | بیژن مرتضوی                | ١۴٠١       | در خصوص حمایت از معترضان ١۴٠١     |
| ویولن رپ                                | تیم قدر                     | بیژن مرتضوی و مازیار فلاحی | Harmony Spring             | ١۴٠٢       | به همراه مازیار فلاحی و تیم قدر   |

## آهنگسازی و تنظیم برای دیگران
| خواننده           | نام ترانه            | ترانه‌سرا          | آهنگساز        | تنظیم                   |
| ----------------- | -------------------- | ----------------- | -------------- | ----------------------- |
| حمیرا             | پیرت بسوزه عاشقی     | هما میرافشار      | محمد حیدری     | بیژن مرتضوی             |
| معین              | بی‌بی گل              | مسعود امینی       | محمد حیدری     | بیژن مرتضوی             |
| معین              | خونه                 | جهانبخش پازوکی    | جهانبخش پازوکی | بیژن مرتضوی             |
| معین              | خودم میام میبرمت     | جمشید شیبانی      | معین           | بیژن مرتضوی             |
| معین              | عاشق‌تر از من چه کسی؟ | جهانبخش پازوکی    | جهانبخش پازوکی | بیژن مرتضوی             |
| معین              | تنهاترین مرد         | هما میرافشار      | دکتر ناروند    | بیژن مرتضوی             |
| معین              | پا به پای تو         | بابک رادمنش       | بابک رادمنش    | بیژن مرتضوی             |
| ستار              | مادر                 | لیلا کسری         | محمد حیدری     | بیژن مرتضوی             |
| شاهرخ             | الله                 | مسعود امینی       | شاهرخ          | بیژن مرتضوی             |
| مهستی             | سایه                 | همایون هوشیارنژاد | بیژن مرتضوی    | بیژن مرتضوی             |
| مهستی             | پشیمان               | همایون هوشیارنژاد | بیژن مرتضوی    | بیژن مرتضوی             |
| مهستی             | می‌ترسم               | همایون هوشیارنژاد | بیژن مرتضوی    | بیژن مرتضوی             |
| لیلا فروهر        | یک بوسه              | زویا زاکاریان     | ملودی عربی     | بیژن مرتضوی             |
| لیلا فروهر        | پردیس                | زویا زاکاریان     | بیژن مرتضوی    | بیژن مرتضوی             |
| لیلا فروهر        | نزدیک‌تر از عشق       | زویا زاکاریان     | زویا زاکاریان  | بیژن مرتضوی             |
| لیلا فروهر        | یاد گرفتم زن باشم    | ایرج جنتی عطایی   | بیژن مرتضوی    | بابک سعیدی              |
| شیلا              | مهمونی               | مهداد زند کریمی   | بیژن مرتضوی    | بیژن مرتضوی             |
| شیلا              | قناری جون            | شایان             | محمد مقدم      | بیژن مرتضوی و محمد مقدم |
| شیلا              | رفتم از یادت         | فضل‌الله توکل      | فضل‌الله توکل   | بیژن مرتضوی             |
| مریم جلالی (سالی) | بخشش                 | پروین             | مجید خستوان    | بیژن مرتضوی             |
| مریم جلالی (سالی) | نیاز                 | پروین             | مجید خستوان    | بیژن مرتضوی             |
| مریم جلالی (سالی) | شقایق                | مجید خستوان       | مجید خستوان    | بیژن مرتضوی             |